# Herb powiatu ostrzeszowskiego
Herb powiatu ostrzeszowskiego – jeden z symboli powiatu ostrzeszowskiego, autorstwa Edwarda Haladyna, ustanowiony 21 stycznia 2001

## Wygląd i symbolika
Herb przedstawia na tarczy w polu błękitnym wizerunek głowy orła białego ze złotą koroną, zwróconej w prawo (symbol z herbu Ostrzeszowa), poniżej skrzyżowane klucze złote, wokół widnieje siedem gwiazd w barwie złotej, symbolizujące gminy powiatu.